# Ascanio Pignatelli
Ascanio Pignatelli (1550 – 23 marzo 1601) è stato un poeta italiano.
Fu duca di Bisaccia dal 1600 fino alla sua morte, avvenuta il 23 marzo 1601.
Figlio di Scipione Pignatelli, marchese di Lauro, e di Isabella Caracciolo, a soli cinque anni si sposò, probabilmente per ragioni politiche, con Lucrezia di Capua (1555) con la quale ebbe un figlio (Francesco Pignatelli, duca di Bisaccia, nato nel 1580). Proprietario del castello e del feudo di Bisaccia a partire dal 1592, nel 1600 venne nominato duca di Bisaccia da Filippo II di Spagna per suoi meriti oltre che per i servigi resi alla corona da suo padre Scipione.
Oltre che primo duca di Bisaccia, Ascanio Pignatelli fu anche poeta, e con le sue preziose Rime manieriste seppe felicemente anticipare modi e movenze della lirica barocca.
Alla sua morte il ducato passò al figlio Francesco.